# 栃木SC
栃木SC（とちぎエスシー、英: Tochigi SC）は、日本の栃木県宇都宮市をホームタウンとする、日本プロサッカーリーグ（Jリーグ）に加盟するプロサッカークラブ。登録チーム名は栃木サッカークラブ。

## 概要
1947年創設の栃木蹴球団が前身。2007年にJリーグ準加盟クラブとして承認され、2009年よりJリーグへ加盟している。ホームスタジアムはカンセキスタジアムとちぎ、練習場は河内総合運動公園である（詳細は#スタジアム・練習場を参照）。運営会社は株式会社栃木サッカークラブ、マスコットはサルをモチーフとして、2011年に誕生したトッキーである。

### チーム呼称について
Jリーグ加盟以前より、主に商標登録の兼ね合いからチーム名の変更が検討され、新名称の公募も行われたが、Jリーグ加盟にあたり、チーム名を変更せず、「栃木SC」のままで活動を継続している。2013年2月、栃木SCのシニアアドバイザーに就任した松本育夫は、（宇都宮名物の雷にちなんだ）「栃木サンダーズ」など地域を連想しやすい愛称を取り入れることを、私案として考えているとコメントした。
2020年2月にチーム名称変更を公募したが、2021年1月30日にクラブ名変更に関して当面の間、保留することを発表した。現時点でチーム名変更の検討を再開する目処は立っていない。
略称を使用する場合、Jリーグ公式サイトにおいては加盟から2024年にかけては「栃木」表記であったが、2025年より栃木シティFCがJリーグに参入した事に伴い、両者を区別するため「栃木SC」表記となった。

## 歴史

### 前史
- 1947年：栃木蹴球団創設。※栃木県蹴球協会、初代会長の北山寛をはじめ協会理事らにより栃木県最初のクラブチームとして創設された。
- 1952年：栃木サッカー倶楽部に改称。
- 1953年：栃木教員サッカークラブに改称。
- 1980年：国民体育大会で教員の部が廃止。
- 1994年：アマチュアのままでクラブチーム化、栃木サッカークラブに改称[1]。
- 1999年：関東サッカーリーグに昇格し、同年優勝[1]。全国地域サッカーリーグ決勝大会で準優勝。

### 2000年 - 2008年（JFL）
- 2000年：日本フットボールリーグ（JFL）へ昇格[1]。
- 2003年：高橋高が監督に就任[1]。
- 2005年3月13日：Jリーグ加盟を表明[11]。
- 2006年
  - 6月15日：運営会社となる株式会社栃木サッカークラブを設立[2]。
  - 7月：Jリーグ準加盟を申請[11]。
  - 8月15日：Jリーグの理事会で運営会社の経営体制（資金計画）等が不十分として継続審議[12]。
  - 10月8日、第86回天皇杯全日本サッカー選手権大会3回戦でJ2東京ヴェルディに勝利。なお、この試合ではマスコミ各社に「教員集団ヴェルディ倒す」や「胸張れ教員軍団」などと報道された[注 2]。
- 2007年
  - 2月20日：ガイナーレ鳥取と共にJリーグ準加盟が承認[5]。
  - 6月19日：成績不振（前期第16節終了時点で7位）を理由に高橋高が監督を辞任[1]。
  - 7月：柱谷幸一が監督に就任[1][13]。
  - 12月：これまでのプロ・アマ混合のチームからオールプロのチームとするため、アマチュア契約選手のほとんどを放出。高安亮介を除く全員とプロ契約を結んだが、その他のアマチュア選手は全員退団した。

- 2008年
  - 新加入19名、残留8名、レンタル1名の計28名でスタート。
  - 11月16日：アルテ高崎戦に勝利してJリーグ加盟条件となるJFL4位以内が確定。
  - 12月1日：Jリーグ臨時理事会で、2009年度からのJリーグ加盟が承認[1]。
  - シーズン終了後、柱谷が監督を退任[13]。

### 2009年 - 2015年（J2）
2009年
チームスローガン ： 一枚岩
福岡や神戸元監督の松田浩が監督に就任。13人の選手が退団した一方、甲府から井上雄幾を、千葉から川上典洋、伊藤淳嗣を、山形から本橋卓巳を、神戸から栗原圭介を、京都から大久保裕樹を、大宮から4年半ぶりの復帰になる若林学を、名古屋から元日本代表の米山篤志を完全移籍で、新潟から河原和寿を期限付き移籍で獲得。シーズン途中に宮本亨、レオナルドを期限付き移籍で獲得した。なお、シーズン成績は18クラブ中の17位。
2010年
チームスローガン ： 前新
松田体制2年目。レンタル移籍者を含め16人の選手が退団。前年より期限付き移籍中の宮本、飯田健巳（横浜FC）、高木和正（岐阜）、林祐征（徳島）、廣瀬浩二（鳥栖）を完全移籍で獲得。那須川将大、橋本真人、リカルド・ロボ、余孝珍を期限付き移籍で獲得。宇佐美宏和、杉本真、小野寺達也、船山貴之が新加入した。レオナルドのレンタル期間も延長した。シーズン途中には横浜FMから水沼宏太を期限付き移籍で獲得した。第14節で4位につけ、最終的な順位も10位となり前年を上回った。
2011年
チームスローガン ： J1へ
松田体制3年目。水戸から大和田真史を、草津から西澤代志也を、東京Vから鈴木智幸を、アルセナルFCからトリポジを完全移籍で獲得（6月7日に契約を解除）。柏から渡部博文を、鹿島から鈴木修人を、新潟から2009年に在籍した河原和寿を期限付き移籍で、東京Vから期限付き移籍していた那須川将大を完全移籍で獲得。7月、FCファドゥースからサビアを完全移籍で、浦和から堤俊輔を期限付き移籍で獲得した。
この年栃木グリーンスタジアムのバックスタンド座席化完了。しかし、3月11日に東日本大震災が発生したことにより観客の客席通路となっている橋の結合部分が破損した。そのため改修工事を行い、工事中は別の安全な場所に仮ゲートを設置した。
リーグ戦は第9節（3試合目）、第10節、第11節、第17節（11試合目）、第18節（12試合目）で首位に立ち、9月4日の第4節FC東京戦は引き分けに終わったが、その試合でパウリーニョが右腓骨骨折で戦線離脱すると順位が下降し、最終順位は10位。J1昇格は成らなかったものの、北関東ダービーで初優勝した。
2012年
チームスローガン ： J1へ
松田体制4年目。鴨志田誉、崔根植（熊本へ移籍）、入江利和、落合正幸が退団、リカルド・ロボが柏へ、那須川将大、大久保裕樹が徳島へ完全移籍、堤俊輔（福岡へ移籍）、渡部博文（柏へ復帰）、水沼宏太（横浜FMに復帰⇒鳥栖へレンタル移籍）がレンタル移籍期間満了で退団した。
新戦力として、神戸から柳川雅樹を、横浜FCから荒堀謙次を、FC岐阜から菅和範を、鹿島から當間建文を、湘南から臼井幸平を、東京Vから菊岡拓朗を、川崎から久木野聡を、福岡から山形辰徳を完全移籍で、川崎から棗佑喜をレンタル移籍で獲得、河原和寿、鈴木修人が完全移籍に移行、柳大鉉が新加入、ホーム開幕戦を前に車永煥が途中加入した。（それに伴い、外国人枠の関係で今シーズンCAメトロポリターノからレンタル移籍で獲得したジャイロが登録抹消となった）。シーズン途中臼井幸平が退団し、期限付き移籍で6月に鹿島から佐々木竜太が、8月には川崎から田中雄大が加入した。
また、パウリーニョがチーム初の外国人キャプテンとなった。
第3節・徳島戦から7節連続負けなしで、第8節終了時点で7位。第10節山形戦から3連敗で13位に後退したが、第21節松本戦から6連勝し、一時は8位に順位を上げたが、最終10試合で2勝2分6敗と低迷し、11位でシーズンを終えた。天皇杯は、2回戦で横浜FCに敗北。
3月10日にオフィシャルストアの「TOCKEY SQUARE（トッキースクエア）」がオープンした。
2013年
チームスローガン ： 感動！
松田体制5年目。武田博行、河原和寿ら7人が退団、棗佑喜ら3人の期限付き移籍が満了した。
新戦力は、栃木県日光市出身の湯澤洋介（駒澤大学）、榎本達也（徳島）、中野洋司（横浜FC）、勝又慶典（町田）、近藤祐介（札幌）、元日本代表の三都主アレサンドロ（名古屋）を完全移籍で、クリスティアーノ（レッドブル・ザルツブルク）、西岡大輝（広島）、原田圭輔（仙台）を期限付き移籍で獲得し、27人体制でスタートした。また、宇都宮市出身で鳥栖元監督・GMの松本育夫が、シニアアドバイザーに就任し、4月25日には取締役に就任した。
第9節以降、第23節終了時まではJ1昇格プレーオフ圏内となる6位以内をキープしていたが、第19節以降4連敗1回を含む11試合連続勝利なし（6分5敗）となり、順位も第27節終了時点以降14位まで低下する。雷雨によって中止再試合となった9月11日の第26節愛媛戦に0-1で敗れた直後の9月13日、松田が監督を退任し、松本が後任監督に就任。監督交替後はリーグ戦でホームゲーム4戦全勝を含む10試合7勝1分2敗の成績を挙げ、結局9位でシーズンを終える。天皇杯は3回戦で横浜FMに敗北。なお、11月に経営問題が浮上した（詳細は#経営問題を参照）。シーズン終了後に松本が監督を退任した（取締役に専念）。
2014年
チームスローガン ： 挑戦-すべては栃木のために-
ヘッドコーチの阪倉裕二が監督に就任。クラブの中心戦力であったパウリーニョが期限付き移籍、チーム得点王のサビアとクリスティアーノ、當間建文、高木和正、菊岡拓朗、三都主アレサンドロらが退団した。
新戦力は宇都宮市出身の中美慶哉と坂田良太の大卒2人、大分トリニータから永芳卓磨、FC東京から重松健太郎が移籍加入。清水エスパルスから岡根直哉、イ・ミンス、瀬沼優司の3人、横浜FCから大久保哲哉、鹿島アントラーズから鈴木隆雅、CAメトロポリターノからドゥドゥが期限付き移籍で加入し、総勢25人でシーズンに臨むこととなった。クラブは債務超過の問題もあり方針を「育成型クラブ」に転換を図った。
リーグ前半戦は好成績を上げてPO圏内手前をキープしていたが、第22節の千葉戦から第27節の湘南戦で6連敗を喫して最終順位は12位。天皇杯は2回戦で群馬に敗北。経営問題は改善され、新スポンサーの獲得や県民からの募金などで債務超過を解消。シーズン終了後、松本が取締役を辞任した。
2015年
チームスローガン ： 熱誠-すべては栃木のために-
阪倉体制2年目。重松健太郎が町田、榎本達也がFC東京、鈴木智幸が松本、チャ・ヨンファンが金沢、近藤祐介が北九州にそれぞれ移籍。またパウリーニョは期限付き移籍先の川崎から復帰した後、千葉に完全移籍し、鈴木隆雅、大久保哲哉、岡根直哉、イ・ミンスが期限付き移籍満了で退団。柴崎邦博が現役を引退した。
新加入選手は、愛媛からハン・ヒフン、広島からイ・デホン、仙台から桜井繁、水戸から尾本敬、磐田から竹重安希彦、鹿屋体育大学から吉満大介。また仙台からフェリペ、広島からパク・ヒョンジン、甲府から河本明人、浦和から阪野豊史、神戸から松村亮が期限付き加入した。
第5節からの3連敗、11節からの5連続引き分けなどで勝点を稼げず、24節には降格圏寸前の20位にまで落ちてしまう。7月20日に阪倉の監督辞任が発表され、倉田安治を新監督として迎える。そして新たにブラジル・ノヴォペラリウFCからジョナタン、韓国・天安市庁FCからイ・ジュヨンを獲得して、清水から金子翔太を期限付き移籍で加えた。一方でフェリペとイ・デホンを放出し、永芳卓磨をSC相模原へ期限付きで移籍させた。
9月にヘッドコーチの上野優作が辞任したが、下野新聞の取材に「辞めるつもりはなく、J2残留のために頑張る気持ちでいた。しかし、現体制では厳しかった」とコメントした。第29節の横浜FC戦を最後に勝利が無く、33節で最下位に転落。『ここから這い上がるぞ! J2死守総力戦』プロジェクトとして特製のTシャツを頒布し、のぼりを設置するなどしてチームを鼓舞するが、最終節でコンサドーレ札幌に敗れ、結局最下位に終わり、J3リーグへの降格が決定した。また、天皇杯は1回戦で流通経済大学にPK戦で敗北した。シーズン終了後倉田が降格の責任を取り監督を辞任した。また社長・水沼富美男と会長・中津正修が辞任。GM・上野佳昭と強化部長・湯田一弘が解任された。

### 2016年 - 2017年（J3）
2016年
チームスローガン ： 勇昇 -すべては栃木のために-
前湘南ヘッドコーチの横山雄次が監督に就任。荒堀謙次が山形、湯澤洋介が水戸、中美慶哉が鳥栖、小野寺達也が長崎、西川優大が富山、イ・ジュヨンが千葉へ移籍、松村亮、金子翔太、河本明人、パク・ヒョンジン、阪野豊史が期限付き移籍満了で退団。
新戦力は、川崎から山越享太郎、藤枝から大石治寿、徳島から斉藤大介、鳥取から山本大稀、松本から和田達也、京都から佐々木勇人を完全移籍で、CAメトロポリターノから昨シーズン金沢に期限付き移籍していたジャーン・モーゼル、湘南から広瀬健太、大宮から川田修平、長崎から上形洋介を期限付き移籍で獲得。永芳卓磨が期限付き移籍先から復帰した。シーズン中には2011年まで在籍したリカルド・ロボが復帰した。
J3リーグでは、開幕から5試合で1勝1分3敗と開幕ダッシュに失敗するも、第6節以降、第10節からの10連勝を含む17試合負けなし（13勝4分）で、前半戦最後の第15節終了時に首位に立って以降、後半戦は常に首位をキープし続けた。しかし、第29節で長野に敗れ、4連勝した大分に勝点で並ばれ、得失点差で優位に立つ大分に首位を明け渡す。最終節、アウェーで盛岡に引き分けで終わったため、同節も勝利し5連勝で終えた大分に及ばす、結局2位でJ2・J3入れ替え戦に回り、J2で21位の金沢と対戦、ホームで0-1、アウェーで0-2でいずれも敗れ、1年でのJ2復帰を逃した。
天皇杯ではJ3降格に伴い予選会に出場したが、ヴェルフェたかはら那須との準決勝で敗退し、天皇杯の出場を逃した。
2017年
チームスローガン ：集心必翔 -すべては栃木のために-
横山体制2年目。永芳卓磨が引退、本間勲が新潟、吉満大介、大石治寿が山口へ完全移籍、島川俊郎、ジャーン・モーゼルは期限付き移籍期間満了、JFL時代の2008年から在籍し昨年途中から相模原へ期限付き移籍していた赤井秀行をはじめ斉藤大介（高知へ移籍）、佐々木勇人、山形辰徳（富山へ移籍）、山越享太郎、山本大稀、西村洋平（藤枝へ移籍）、リカルド・ロボが契約満了で退団した。
新戦力は、盛岡から牛之濱拓、長野から仙石廉、夛田凌輔、ジョニー・レオーニ、山口から安藤由翔、湘南から昨年福島に在籍した福岡将太、G大阪から岡崎建哉、JFL・浦安から竹中公基を完全移籍で獲得。宮崎泰右、上形洋介、川田修平が期限付き移籍から完全移籍に移行した。シーズン中には、オーストリア3部・SVホルンから榊翔太、大宮からネイツ・ペチュニクを完全移籍で、大宮から藤沼拓夢を期限付き移籍で獲得。一方で、二戸将が栃木1部のFC CASA FORTUNA OYAMA、竹中公基がJFL・八戸へ期限付き移籍した。
シーズン初勝利こそ第3節YS横浜戦であったが、開幕から9試合負けなし（5勝4分）で2位となる。中断期間に入る直前の第18節終了時点では、8勝6分3敗で4位、首位秋田と勝点差7、2位富山とは勝点差5となる。
中断期間前の第16節から、3連勝6連勝各1回を含む13試合連続負けなしを記録、第24節終了時からは首位をキープするが、第29節から最終節までは逆に6試合連続未勝利で失速、最終的に優勝は逃したものの2位を死守し、3年ぶりのJ2昇格を決めた。

### 2018年 - 2024年（J2）
2018年
クラブフィロソフィー ：KEEP MOVING FORWARD↑ -常に前に進み続ける-
本年度より毎年のチームスローガンに代わってクラブフィロソフィーが定義され、毎年のチームスローガンは設定されないこととなった。
横山体制3年目。藤枝から久富良輔、仙台から石川慧、岐阜からヘニキおよび田代雅也、C大阪から温井駿斗、横浜FCから寺田紳一、モフン・バガン・スーパー・ジャイアント（インド）からディオゴ・フェレイラ、柏から大島康樹が完全移籍で加入し、京都より大黒将志、横浜FCより西河翔吾が期限付き移籍で加入。川田拳登は育成型期限付き移籍から期限付き移籍に切り替えられた上で期間が延長された。栃木ユースから山本廉、本庄竜大、早乙女達海が昇格し、仙台ユースより荒井秀賀、仙台大学より川上盛司、産業能率大学より浜下瑛が新加入した。一方で種岡岐将が藤枝へ完全移籍。尾本敬（秋田へ移籍）、八戸に期限付き移籍していた竹中公基（栃木シティFCに移籍）、FC CASA FORTUNA OYAMAに期限付き移籍していた二戸将が契約満了で、また広瀬健太、藤沼拓夢が期限付き移籍期間満了で退団した。また、大島康樹が群馬に、川上盛司と川田修平が藤枝に、山本廉、本庄竜大、早乙女達海、荒井秀賀の4名がブランデュー弘前FCにそれぞれ育成型期限付き移籍で移籍した。
序盤は開幕3連敗を喫するが、システムを4バックから3バックに変更した第4節の讃岐戦でJ2復帰後初勝利を挙げる。その後は第9節の新潟戦でJ2におけるホーム通算50勝を達成するなどして順位を一時は7位まで押し上げるが、6月に入ると天皇杯を含む6戦を全敗し不調に陥る。
シーズン途中にはTuSエルンテブリュック(ドイツ)から西谷優希、札幌に所属していたパウロンを完全移籍で、また、東京Vから二川孝広、新潟から端山豪、鹿児島からアレックスを期限付き移籍で獲得。育成型期限付き移籍中であった川田修平が藤枝から復帰した。一方で、仙石廉が鳥取へ、牛之濱拓が鹿児島へそれぞれ期限付き移籍。また、ネイツ・ペチュニク、ディオゴ・フェレイラが退団した。
夏以降は新戦力パウロンの活躍もあり、7月から8月にかけて9戦負けなしの4連勝を達成するなど持ち直した。9月以降もホームではなかなか勝利を挙げられないもののアウェーで勝ち点を積み上げ、38節の甲府戦でJ2残留を確定させた。ホーム最終戦となる松本戦を前に横山監督の今季限りでの退任が発表された。最終順位は17位。天皇杯は2回戦（初戦）で徳島に敗退。
2019年
クラブフィロソフィー ：KEEP MOVING FORWARD↑ -常に前に進み続ける-
前福島監督の田坂和昭が監督に就任。FC東京から平岡翼、松本から岩間雄大、VONDS市原FCから伊藤竜司、徳島から藤原広太朗、山口から大﨑淳矢、FCソウル(韓国)からユ・ヒョン、ECバイーア（ブラジル）からジョナス、ECヴィトーリア（ブラジル）からヴィニシウス、清水から枝村匠馬、長崎から福田健介が完全移籍で加入し、C大阪から森下怜哉が育成型期限付移籍で加入。京都より期限付き移籍していたた大黒将志が完全移籍で加入し、川田拳登は期限付き移籍期間が再延長された。また群馬に育成型期限付き移籍していた大島康樹、ブランデュー弘前FCに期限付き移籍していた荒井秀賀が復帰し、かつて栃木ユースに所属していた黒﨑隼人が法政大学より新加入した。一方で、服部康平が松本へ、パウロンが新潟へ、福岡将太が徳島へ、岡﨑建哉が山形へ、鹿児島へ期限付き移籍していた牛之濵拓が鹿児島へ、上形洋介が八戸へ、竹重安希彦が横浜FCへそれぞれ完全移籍。西澤代志也（沖縄SVへ移籍）、杉本真（VONDS市原FCへ移籍）、夛田凌輔（秋田へ移籍）、宮崎泰右（八戸へ移籍）、ジョニー・レオーニおよび前シーズン鳥取に期限付き移籍していた仙石廉が契約満了で、また西河翔吾、端山豪、二川孝広が期限付き移籍期間満了で退団した。 また、川上盛司が相模原へ、山本廉がアルテリーヴォ和歌山へ、早乙女達海がブランデュー弘前FCへそれぞれ育成型期限付き移籍した。
序盤は第4節の東京V戦で初勝利を挙げるものの、ホームでなかなか勝利を挙げられず13節甲府戦に勝利するまでの8か月に渡ってホーム未勝利が続いてしまった。チーム状態もなかなか上向かず、12節終了時には最下位まで順位を落としてしまった。その後はやや持ち直すも、降格圏寸前の順位で推移し、前半戦は20位で折り返すことになる。
シーズン途中には浦項スティーラース（韓国）からイ・レジュン、済州ユナイテッドFC（韓国）からキム・ヒョン、フォルトゥナ・デュッセルドルフU-23（ドイツ）から三宅海斗、山口から瀬川和樹が完全移籍で、横浜FCから乾大知、相模原から浅沼優瑠、ECバイーア（ブラジル）からユウリが期限付き移籍で加入した。一方で鳥栖へ石川慧が完全移籍、東京ユナイテッドFCへ本庄竜大が育成型期限付き移籍した。またジョナス、ヴィニシウスが退団した。
夏以降もチーム状態は上がらずシーズン後半はほとんどをJ3降格圏で過ごすことになるが、33節の鹿児島戦においてスタメン起用を大幅に入れ替えたことが功を奏し、徐々にチーム状態が上向いてゆく。特に11月は4戦を3勝1分の成績を残し、最終節の千葉戦に勝利したことにより41節終了時点20位であった鹿児島を同一勝ち点ながら得失点差で逆転しついにJ3降格圏を脱出。最終順位20位でJ2残留が決定した。天皇杯は2回戦で山形に勝利するも、3回戦で鹿島に敗退。
2020年
田坂体制2年目。廣瀬浩二、坂田良太が現役引退。大宮から塩田仁史、新潟から矢野貴章、愛媛から禹相皓、京都からエスクデロ競飛王、群馬から佐藤祥、長崎から髙杉亮太が完全移籍で加入し、新潟から柳育崇、千葉から溝渕雄志および大野哲煥、松本から韓勇太が期限付き移籍で加入し、鹿島から有馬幸太郎が育成型期限付移籍で加入。アルテリーヴォ和歌山に期限付き移籍していた山本廉が復帰し、青山学院大学から池庭諒耶、かつて栃木ユースに所属していた森俊貴、明本考浩がそれぞれ法政大学、国士舘大学より新加入した。一方で、西谷和希および浜下瑛が徳島へ、久富良輔が藤枝へ、ヘニキが山口へ完全移籍。イ・レジュン（安山グリナースFC（韓国）へ移籍）、ユ・ヒョン（水原FC（韓国）へ移籍）、福田健介（おこしやす京都ACへ移籍）、寺田紳一（おこしやす京都ACへ移籍）、古波津辰希（栃木シティFCへ移籍）、枝村匠馬（藤枝へ移籍）が契約満了で、また川上盛司、三宅海斗（鹿児島へ移籍）が契約解除で、ユウリ（ECバイーア(ブラジル)に復帰）、乾大知（松本へ移籍）、森下怜哉（C大阪に復帰後松本へ育成型期限付き移籍）、浅沼優瑠（相模原に復帰）、川田拳登（大宮に復帰後長野へ育成型期限付き移籍）、キム・ヒョン（済州ユナイテッドFC（韓国）に復帰）が期限付き移籍期間満了で退団した。また、本庄竜大がコバルト―レ女川へ、藤原広太朗が鹿児島へ期限付き移籍した。
シーズン序盤は開幕戦で長崎戦に0-1で敗戦後、新型コロナウイルスの影響により中断期間に入る。中断中に柏レイソルから井出敬大が新加入し、移籍中であった本庄竜大が退団および現役引退した。4ヶ月以上の中断を経て、再開後初戦の第2節山形戦は0-1で破れたものの、第4節千葉戦を1-0で勝利しシーズン初勝利を挙げた。その後、2連敗を喫したが、ハードワークを主体として第8節から第12節までの5戦を3勝2分と好調をキープした。
シーズン途中には横浜FMからオビ・パウエル・オビンナが育成型期限付き移籍加入したが、第29節愛媛戦終了後に移籍期間を前倒して横浜FMに復帰した。
第15、20、22節と7位まで順位は上げたものの、第9節以降は7位と13位の間で推移、最終的に10位でシーズンを終えた。シーズン15勝のうち12勝は1点差勝利、そのうち8試合が1-0、逆に14敗のうち11敗が1点差、そのうち9試合は0-1という、勝敗ともに僅差の試合が多いシーズンで、失点は3位長崎と同じリーグ3番目に少ない39だったのに対し、得点はワースト4位タイの41にとどまった。チーム得点王は明本と矢野で7得点であった。
2021年
田坂体制3年目。菅和範が現役引退。岡山から上田康太、京都からジュニーニョ、甲府から岡大生が完全移籍で加入し、山形より小野寺健也、松本より吉田将也および乾大知、横浜FMより植田啓太、柏より菊池大介、長崎より畑潤基が期限付移籍で、名古屋より東ジョン、C大阪より松本凪生が育成型期限付移籍で加入。新潟より期限付き移籍していた柳育崇が完全移籍で加入し、有馬幸太郎は育成型期限付移籍期間が再延長された。また、栃木SC U-18から小堀空が昇格し、慶應義塾大学より松岡瑠夢、東海大学より面矢行斗が新加入した。 一方で、禹相皓がサイゴンFC(ベトナム)へ、塩田仁史および明本考浩が浦和へ、瀬川和樹がクリアソン新宿へ、黒﨑隼人が大分へ、田代雅也が鳥栖へそれぞれ完全移籍。伊藤竜司（VONDS市原へ移籍）、平岡翼（今治へ移籍）、温井駿斗（水戸へ移籍）、岩間雄大（藤枝へ移籍）、榊翔太（長野へ移籍）、大﨑淳矢（富山へ移籍）、荒井秀賀（沖縄SVへ移籍）が契約満了で、早乙女達海が契約解除で、大野哲煥、溝渕雄志が期限付き移籍期間満了で退団した。また、池庭諒耶がJ.FC MIYAZAKIへ期限付き移籍し、鹿児島に期限付き移籍中の藤原広太朗の移籍期間が延長された。
シーズン開幕から3連敗を喫しスタートダッシュには失敗したものの、直後に3連勝して持ち直し、最高9位まで順位を上げた。しかしその後はなかなか勝ちきれずに引き分けで終わる試合が多く、前半戦ではJ2全チーム中最多の9引き分けとなり17位で折り返す。
シーズン途中には鹿屋体育大学から五十嵐理人が特別指定選手として、鳥栖から豊田陽平が完全移籍で、福岡から三國ケネディエブス、京都から谷内田哲平が育成型期限付き移籍で加入した。また昨シーズンに所属していた選手として大分から黒﨑隼人、千葉から溝渕雄志が期限付き移籍で、横浜FMからオビ・パウエル・オビンナが育成型期限付き移籍で再加入した。一方、エスクデロ競飛王が契約規定違反により契約解除となった。
後半戦も引き分けが多く、大きく勝ち点が伸びずに26節では降格圏の19位まで順位を落としてしまう。しかし27節から3連勝し降格圏を脱出するとその後は降格圏に落ちることなく、41節北九州戦に勝利したことでJ2残留を確定させた。最終節の琉球戦を前に田坂監督の退任が発表され、最終的に10勝15分17敗の14位となった。天皇杯は2回戦で町田に勝利した後、3回戦で鹿島に敗れた。
2022年
前福島監督の時崎悠が監督に就任。髙杉亮太が現役引退。長崎から磯村亮太、福岡からカルロス・グティエレス、金沢から瀬沼優司、福島からエメル・トカチ、町田から大谷尚輝が完全移籍で、新潟から藤田和輝、大分から福森健太が期限付き移籍で、磐田から鈴木海音が育成型期限付き移籍でそれぞれ加入。山形より期限付き移籍していた小野寺健也、大分より期限付き移籍していた黒﨑隼人がそれぞれ完全移籍で加入し、植田啓太、三國ケネディエブス、谷内田哲平の期限付き移籍の期間が延長された。また鹿屋体育大学から五十嵐理人、日本大学から大森渚生、駒澤大学から宮崎鴻、立正大学から神戸康輔、明治大学から青嶋佑弥が新加入した。一方で豊田陽平が金沢へ、柳育崇が岡山へ完全移籍し、鹿児島に期限付き移籍していた藤原広太朗が北九州へ完全移籍。和田達也、池庭諒耶（福井ユナイテッドFCへ移籍）、上田康太（クリアソン新宿へ移籍）、岡大生が契約満了で、また乾大知、有馬幸太郎（いわきへ移籍）、オビ・パウエル・オビンナ（横浜FMへ復帰）、溝渕雄志、東ジョン（名古屋へ復帰）、畑潤基（岐阜へ移籍）、松本凪生（甲府へ移籍）、吉田将也（松本へ復帰）、菊池大介が期限付き移籍期間満了で退団した。
開幕秋田戦に勝利し、第7節終了時点で5位に着くも、その後9戦勝ちなしで19位に転落。後半戦に入ると勝ち試合が増えるものの、思うように順位が上がらず11勝16分15敗の17位でシーズン終了。失点はリーグ4位の40だったが、得点はリーグワーストの32。3得点した試合が1つだけと、攻撃力に課題が残った。
シーズン途中には山形から吉田朋恭を完全移籍で、湘南から根本凌、FC東京から高萩洋次郎が期限付き移籍で加入した。一方、育成型期限付き移籍していた三國ケネディエブスが福岡へ復帰、面矢行斗がSC相模原へ、小野寺健也が鹿児島へ期限付き移籍した。またエメル・トカチとの契約を双方合意の上解除した。
後半戦は引き分けが多く3連敗以上の連敗はないものの連勝も2連勝が1度と勝ちきれない試合が多く続いた。前半戦の課題であった攻撃力に関しては複数得点試合が前半戦1試合に対し後半戦は4試合となり一定の改善は見られたもの、依然として得点数は伸び悩んだ。後半戦通して順位が大きく上がることは無かったが、降格圏内に入ることもなく最終的17位となり翌年のJ2残留を決めた。天皇杯では3回戦でJ1首位の横浜FMに2-0で勝利し、ラウンド16では京都に善戦するも、後半アディショナルタイムに失点し1-2で敗戦。
2023年
時崎体制2年目。磯村亮太が現役引退。琉球から岡崎亮平が完全移籍で、湘南から福島隼斗が期限付き移籍で、FC東京から安田虎士朗が、柏から山田　雄士が育成型期限付き移籍でそれぞれ加入。FC東京より期限付き移籍していた高萩洋次郎が完全移籍で加入した。SC相模原に期限付き移籍していた面矢行斗が、鹿児島に期限付き移籍していた小野寺健也がそれぞれ復帰した。また法政大学より高嶋修也が新加入した。一方、松岡瑠夢が熊本へ、カルロス・グティエレスが町田へ完全移籍。井出敬大（レイラック滋賀FCへ移籍）が契約満了で、また谷内田哲平（京都へ復帰）、鈴木海音（磐田へ復帰）が期限付き移籍期間満了で退団した。
序盤は開幕4試合勝ち無しとなり、第5節大宮戦でシーズン初勝利。その後も大きな連敗はないものの勝ちきれない試合が続き前半戦第21節終了時で順位は20位でシーズンを折り返す。
シーズン途中にはアナポリスFC（ブラジル）からラファエル、ペルセポリスFC（イラン）からレアンドロ・ペレイラを完全移籍で、京都からイスマイラを期限付き移籍で、名古屋から石田凌太郎を育成型期限付き移籍でそれぞれ加入した。一方、育成型期限付き移籍で加入していた山田雄士が移籍期間前倒しで柏に復帰した。また、瀬沼優司がSC相模原へ、面矢行斗と五十嵐理人がレイラック滋賀FCへそれぞれ期限付き移籍した。
後半戦開始序盤から中盤（第22節～第34節）にかけては13戦中5勝2敗6分と順調な成績で進んでいたが終盤（第35節～最終節）で8戦中6敗2分と勝ちがない状況が続き、残留争いに巻き込まれたものの第41節東京V戦で翌年のJ2残留を決めた。残留を決めた第41節東京V戦の翌日に時崎監督の退任が発表され最終的な順位は19位となった。天皇杯では3回戦でJ1の広島に2-0で勝利したが、4回戦で福岡に2-4で敗戦。
2024年
元日本代表で、常葉大サッカー部のコーチであった田中誠が監督に就任。ヘッドコーチには前金沢監督であった柳下正明が招聘された。岐阜から藤谷匠が、盛岡から丹野研太が、長崎から奥田晃也が、完全移籍で、G大阪から南野遥海が、広島から土肥航大が、磐田から中島佳太郎が育成型期限付き移籍でそれぞれ加入。大分より期限付き移籍していた福森健太が、京都より期限付き移籍していたイスマイラが完全移籍で加入した。また、栃木SC U-18より揚石琉生が昇格し、立正大学より青島太一が、朝鮮大学校から朴勇志が、桐蔭横浜大学より井出真太郎が、産業能率大学より川名連介が、仁川ユナイテッドU-18よりキム・ミンジュンが新加入した。一方、面矢行斗がレイラック滋賀FCへ完全移籍。山本廉、レアンドロ・ペレイラ（ボタフォゴFCへ移籍）、高萩洋次郎（アルビレックス新潟シンガポールへ移籍）、西谷優希（金沢へ移籍）、吉田朋恭（宮崎へ移籍）、岡崎亮平（秋田へ移籍）、小野寺健也（レイラック滋賀FCへ移籍）、五十嵐理人（レイラック滋賀FCへ移籍）、ジュニーニョ（BANDITO生駒へ移籍）が契約満了で、藤田和輝（新潟へ復帰後、千葉に期限付き移籍）、植田啓太（横浜FMへ復帰）、根本凌（湘南へ復帰）、安田虎士郎（FC東京へ復帰後、宮崎に育成型期限付き移籍）が期限付き移籍期間満了で退団した。また、青嶋佑弥が千葉へ期限付き移籍した。
開幕節岡山戦、第2節山形戦と3失点をし2連敗からシーズンが始まったが第3節甲府戦で今シーズン初勝利。しかし、その後は第4節横浜FC戦と第6節大分戦の2勝のみにとどまり第7節長崎戦から第15節徳島戦まで9試合連続で勝ちがない状態が続き、5月14日に監督の田中、ヘッドコーチの柳下両名の契約解除が発表された。後任の監督には大分、山形、徳島、清水などで監督経験のある小林伸二が就任し、第16節仙台戦より指揮を執ったが、前半戦終了の第19節群馬戦までの4試合で2敗2分と未勝利に終わり、降格圏内の19位でシーズンを折り返した。
シーズン後半戦開始の第20節大分戦、及び翌節の千葉戦を連勝。しかしその後の15試合は2勝6分7敗、特に第34節の愛媛戦や第35節の群馬戦でどちらもドローに終わるなど重要な試合で勝ちきれず、10月27日の第36節清水戦で数的有利になりながらも0-1で敗れ、同時刻17位大分が秋田に勝利したことで残り2試合で勝ち点差が「8」となり、18位以下が決定。2017シーズン以来、8シーズンぶりのJ3リーグ降格が決まった。最終順位は7勝13分18敗の18位となった。また、JFLで栃木シティFCが優勝したため、来季はJ3リーグで栃木ダービーが実現することとなった。

### 2025年 - （J3）
2025年
小林体制2年目。
リーグ戦では開幕前、小林監督は「1年でのJ2復帰」という目標に挙げられていたが、前半戦は守備安定していて11位に折り返す。後半戦では守備が崩れて行き一時は17位に下がってしまうことがあったがその後、クラブは連勝を重ねて行き、順位は17位から再び11位に上げた。

## タイトル

### リーグ戦
- 関東サッカーリーグ1部：1回
  - 1999
- 栃木県社会人サッカーリーグ1部：10回
  - 1978, 1979, 1981, 1984, 1987, 1988, 1993（1993年まで栃木教員サッカークラブ）、1994, 1996, 1998

### その他
- 栃木県サッカー選手権大会（兼天皇杯栃木県予選）：9回
  - 1998-2004, 2006, 2007
- 関東社会人サッカー大会
  - 1988, 1998
- 北関東ダービー：1回
  - 2011年

### 個人
- 日本フットボールリーグ
  - ベストイレブン
    - 2005年 : 堀田利明
    - 2008年 : 小針清允、落合正幸

  - 敢闘賞
    - 2007年 : 堀田利明

## スタジアム・練習場

### ホームスタジアム
ホームスタジアムは宇都宮市の宇都宮市西川田のカンセキスタジアムとちぎと、宇都宮清原工業団地・清原北公園内にある栃木県グリーンスタジアムの2か所で開催する。なお、過去のホームゲーム開催スタジアムは「当該項目」を参照のこと。
グリーンスタジアムは栃木SCのJ2加盟にあわせ、2008年から3年間総額15億5,500万円でナイター試合対応のための照明設備整備、バックスタンドの改修等の改修工事を実施しており、2009年シーズンは改修工事に伴いシーズン当初の期間中の平日ナイターに当たっていた第4節（3月25日・福岡戦、国立霞ヶ丘競技場陸上競技場、第8節（4月15日・徳島戦、国立西が丘サッカー場）、第19節（6月3日・札幌戦、熊谷スポーツ文化公園陸上競技場）を栃木県外で開催した。なお、第23節（6月24日・仙台戦）も県外開催を予定していたが、照明設備が整い、栃木県グリーンスタジアムで開催した。なお、栃木県グリーンスタジアムは、現状でもスタジアムの屋根とトイレの数がJリーグの求めるクラブライセンスにおけるスタジアム基準を満たしていない。
グリーンスタジアムの芝は年々傷みが目立つようになり、試合でも関係者やサポーターから芝の劣化が問題視されていたこともあり、2018年、栃木県は2022年に開催される予定の第77回国民体育大会（いちご一会とちぎ国体）を前に芝生を張り替え、競技会場の環境向上を図る方針を決定、2018年度一般会計当初予算案に芝生改修費として約8,700万円を計上。総工費2億6千万円をかけて土壌の入れ替えや地下排水溝の改修などを実施した上で2020年2月までに芝の張り替えを行った が、芝の生育が悪く試合開催が危ぶまれるという状況も見られた。
一方、カンセキスタジアムとちぎはいちご一会とちぎ国体のメインスタジアムとして栃木県総合運動公園陸上競技場の移転改築により宇都宮競馬場跡地に2020年に建設された陸上競技場兼球技場であるが、当初よりホームスタジアム移転の可能性もにらみながら整備の方向性について検討が行われていた経緯がある。
2020年のJ2リーグにおいては栃木SCが主催する21試合のホームゲームのうち、5月6日の大宮アルディージャ戦をこけら落としとして5試合 をカンセキスタジアムで開催することを決定していた が、新型コロナウイルスの感染拡大でJリーグ主催公式戦が長期中断となったことや、カンセキスタジアムのこけら落としそのものも延期 され、開場めどが立っていなかったため、6月に改訂された新たな日程（第2－15節の確定会場入り）では、カンセキスタジアムでの主催開催は一度消滅し、すべての試合をグリーンスタジアムで行うことが発表された。その後、10月に発表された11・12月の第30節以後の試合日程 により、カンセキスタジアムで12月に2試合を主催することが発表され、12月16日のJ2第41節・ジェフユナイテッド千葉戦が初の試合開催となった。
2021年度以後も登録上の本拠地はグリーンスタジアムのままであるが、2021年シーズンJ2リーグでは、栃木SC主催21試合のうち13試合をカンセキスタジアムで開催し、2022年シーズンも国体準備のために利用上の制約はかかる ものの、工事期間中も並行して試合を開催し、17試合をカンセキスタジアムで開催した。
2023年度は主管21試合中、カンスタで18試合、グリスタは3試合を行う予定 で、登記上の主本拠地をカンスタに変更する。これに関して、一部報道 で正式移転することが報じられたが、2022年12月のサポーターズカンファレンスにおいてクラブは「J1ライセンス取得のためカンスタに登録本拠地を変更したという意味の報道と解釈しております」とした。そのうえで、「これまで、幣クラブ、並びにグリスタでのJリーグ公式戦主管ホームゲームでは、地域住民や関係者の皆様方によって年月をかけて育てていただき、現在の栃木SCがあります。また来年（2023年）開通するLRTによって、グリスタで今まで課題となっていたアクセスの改善がなされると期待しております。LRTの開通で、ご来場いただく皆様方からもご感想を聞くことで、改めて良いスタジアム・よいゲームが作れるのではないかと思い、楽しみにしているところです。Jリーグ公式戦を開催できるスタジアムを複数保有している栃木県、宇都宮市で活動できることは本当に幸せであり、感謝しております」と述べている。

### 練習場

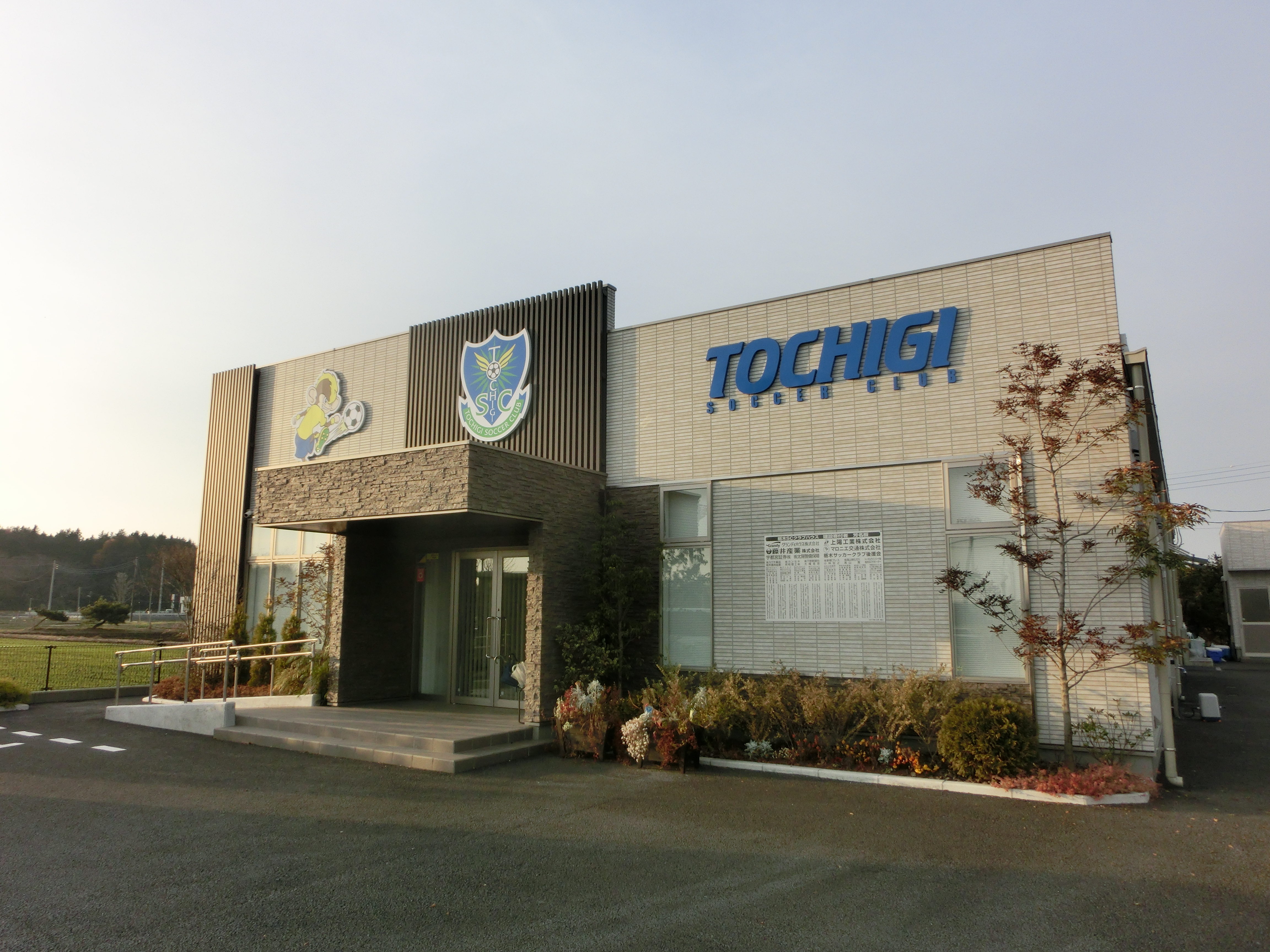
栃木SCクラブハウス

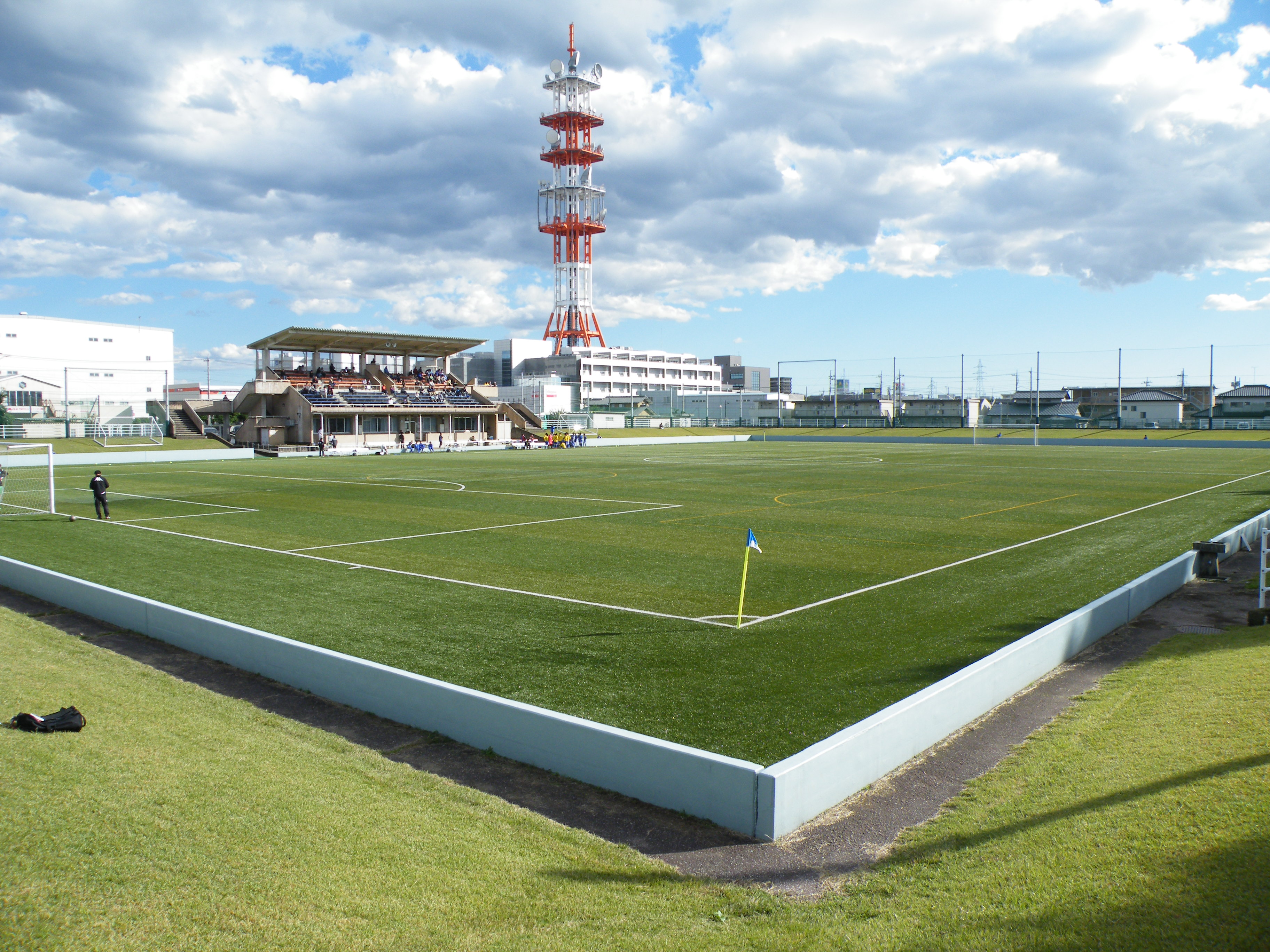
栃木SC宇都宮フィールド

練習場は河内総合運動公園以外に、栃木SC宇都宮フィールド、栃木県総合運動公園や栃木市総合運動公園陸上競技場、市貝町城見ヶ丘運動公園、さくらスタジアムなども使用している。
2015年4月24日にクラブは記者会見を行い、河内総合運動公園に隣接する、宇都宮市が所有する土地にクラブハウスを建設する計画があることを発表。6月に着工するクラブハウスは総工費約8,000万円を見込み、宇都宮市からの1500万円の補助金のほか、「クラブハウス建設協力の会」による募金活動などにより資金を調達する方向で計画を進めていた。
その後、およそ半年をかけてクラブハウスが完成。総工費は約8,000万円で、敷地面積は756,35平方メートル、延べ床面積390,02平方メートル。トレーニングルームやロッカールーム、シャワールーム、メディカルルーム備えられている。また、健康教室、介護予防事業、テーピング教室、栄養教室など、地域の方々とのコミュニケーションを図りながら、サッカーの楽しさ、スポーツの楽しさを伝えていくホームタウン活動の拠点として使用する多目的ルームも完備している。

### 足利劇場

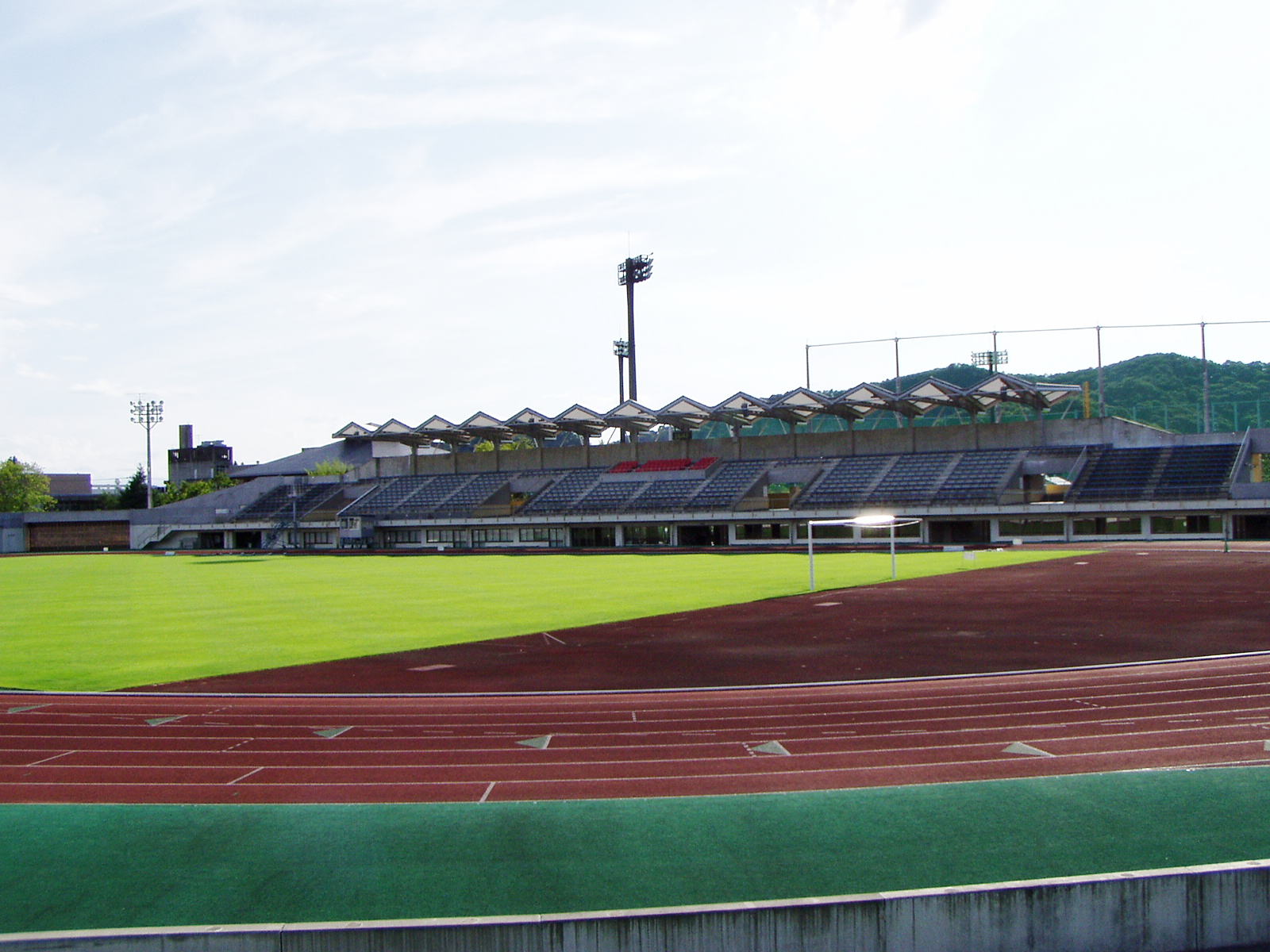
足利市総合運動場陸上競技場

過去に足利市総合運動場陸上競技場で行われた試合は劇的な展開をすることが多かったため、「足利劇場」と呼ばれた。
- 2004年JFL前期第12節（6月6日）、ザスパ草津戦 △3-3[49]

後半38分まで0-3であったが、その後に3点を返し3-3の引き分け。
- 2005年JFL前期第8節（5月8日）、愛媛FC戦 ○3-2[49]

前半終了時点で1-2。また退場で一人少なかったが、シュート2本で2点を決め逆転勝利。
- 2005年JFL前期第7節（10月2日）、流通経済大学サッカー部戦 ○2-1[49]

1-1で迎えた後半アディショナルタイムに決勝ゴールを決め、ホイッスルと同時に試合終了。
- 2009年10月3日、J2第43節愛媛戦 △1-1

Jリーグ加盟後初めて、かつ現状最後となる足利陸でのホームゲーム。「足利劇場」をテーマにイベントが行われた。

## ユニフォーム
- 県リーグ時代は緑と紺を基調としたユニフォームだったが、2000年のJFL昇格を機にシャツを黄色、パンツを青、ストッキングを赤に変更。
- 2008年にストッキングの色を青に変更。
- 2014年第7節より、ユニフォーム右袖に宇都宮市のキャッチフレーズ「住めば愉快だ 宇都宮」が入る。

### チームカラー
- 黄[1]

### ユニフォームスポンサー
| 掲出箇所   | スポンサー名           | 表記                    | 掲出年      | 備考 |
| 胸         | TKC                    | TKC KEEP MOVING FORWARD | 2007年 -    | 2007年 - 2013年は「TKC」表記 2014年 - 2015年・2017年は「TKC KEEP ON FIGHTING」表記 2016年は「50th TKC KEEP ON FIGHTING」表記 2018年、2023年 - は「TKC KEEP MOVING FORWARD」表記 2019年 - 2022年は「TKC KEEP MOVING FORWARD!」表記 2019年夏ユニは「TKC Keep Moving Forward」表記 |
| 鎖骨       | 足利銀行               | 足利銀行                | 2019年 -    | 左側に掲出 2018年は背中下部 |
| 鎖骨       | トヨタウッドユーホーム | TOYOTA WOODYOU HOME     | 2018年 -    | 右側に掲出 2017年は背中下部 2018年は鎖骨両側 |
| 背中上部   | カワチ薬品             | カワチ薬品              | 2007年 -    | |
| 背中下部   | 新朝プレス             | 新朝プレス              | 2019年3月 - | 2018年7月 - 同年12月はパンツ 2018年 - 2020年は「monmiya」表記 |
| 袖         | 北関東綜合警備保障     | ALSOK 北綜警            | 2015年 -    | 2010年 - 2014年は「まもるくん 北関東総合警備」表記 2015年 - 2016年は「ALSOK 北関東綜合警備保障株式会社」表記 |
| パンツ前面 | カンセキ               | カンセキ                | 2021年 -    | 2021年 - 2022年は「kanseki」表記 |
| パンツ背面 | 東京石灰工業           | 東京石灰工業            | 2022年7月 - | |

### ユニフォームサプライヤーの遍歴
- 2003年 - 2014年：ミズノ
- 2015年 - 現在：アスレタ

### 歴代ユニフォーム
| FP 1st | FP 1st | FP 1st | FP 1st | FP 1st |
| ------ | ------ | ------ | ------ | ------ |
| 2008   | 2009   | 2010   | 2011   | 2012   |
| 2013   | 2014   | 2015   | 2016   | 2017   |
| 2018   | 2019   | 2020   | 2021   | 2022   |
| 2023   | 2024   | 2025 - |        |        |
|        |        |        |        |        |

| FP 2nd | FP 2nd | FP 2nd | FP 2nd | FP 2nd |
| ------ | ------ | ------ | ------ | ------ |
| 2008   | 2009   | 2010   | 2011   | 2012   |
| 2013   | 2014   | 2015   | 2016   | 2017   |
| 2018   | 2019   | 2020   | 2021   | 2022   |
| 2023   | 2024   | 2025 - |        |        |
|        |        |        |        |        |

### 歴代ユニフォームスポンサー表記
| 年度 | 箇所                                                             | 箇所                | 箇所                | 箇所         | 箇所                   | 箇所                             | 箇所           | 箇所             | サプライヤー |
| 年度 | 胸                                                               | 鎖骨左              | 鎖骨右              | 背中上部     | 背中下部               | 袖                               | パンツ前面     | パンツ背面       | サプライヤー |
| 2004 | サトーカメラ                                                     | 解禁前              | 解禁前              | 坂田新聞店   | 解禁前                 | 菊地組                           | 接骨院 ふくだ  | 解禁前           | Mizuno       |
| 2005 | サトーカメラ                                                     | 解禁前              | 解禁前              | 坂田新聞店   | 解禁前                 | -                                | 接骨院 ふくだ  | 解禁前           | Mizuno       |
| 2006 | アイライン                                                       | 解禁前              | 解禁前              | サトーカメラ | 解禁前                 | 坂田 新聞店                      | 接骨院 ふくだ  | 解禁前           | Mizuno       |
| 2007 | TKC                                                              | 解禁前              | 解禁前              | カワチ薬品   | 解禁前                 | I Line                           | 栃木信用金庫   | 解禁前           | Mizuno       |
| 2008 | TKC                                                              | 解禁前              | 解禁前              | カワチ薬品   | 解禁前                 | 栃木信用金庫                     | （太陽マーク） | 解禁前           | Mizuno       |
| 2009 | TKC                                                              | 解禁前              | 解禁前              | カワチ薬品   | 解禁前                 | MOTTAINAI うつのみや             | （太陽マーク） | 解禁前           | Mizuno       |
| 2010 | TKC                                                              | 解禁前              | 解禁前              | カワチ薬品   | 解禁前                 | まもるくん 北関東総合警備        | （太陽マーク） | 解禁前           | Mizuno       |
| 2011 | TKC                                                              | 解禁前              | 解禁前              | カワチ薬品   | 解禁前                 | まもるくん 北関東総合警備        | （太陽マーク） | 解禁前           | Mizuno       |
| 2012 | TKC                                                              | 解禁前              | 解禁前              | カワチ薬品   | 解禁前                 | まもるくん 北関東総合警備        | （太陽マーク） | 解禁前           | Mizuno       |
| 2013 | TKC                                                              | 解禁前              | 解禁前              | カワチ薬品   | 解禁前                 | まもるくん 北関東総合警備        | （太陽マーク） | 解禁前           | Mizuno       |
| 2014 | TKC KEEP ON FIGHTING                                             | 解禁前              | 解禁前              | カワチ薬品   | 解禁前                 | まもるくん 北関東総合警備        | Grandy         | 解禁前           | Mizuno       |
| 2015 | TKC KEEP ON FIGHTING                                             | 解禁前              | 解禁前              | カワチ薬品   | 解禁前                 | ALSOK 北関東綜合警備保障株式会社 | Grandy         | 解禁前           | ATHLETA      |
| 2016 | 50th TKC KEEP ON FIGHTING                                        | 解禁前              | 解禁前              | カワチ薬品   | Grandy                 | ALSOK 北関東綜合警備保障株式会社 | -              | 解禁前           | ATHLETA      |
| 2017 | TKC KEEP ON FIGHTING                                             | 解禁前              | 解禁前              | カワチ薬品   | TOYOTA WOODYOU HOME    | ALSOK 北綜警                     | -              | 解禁前           | ATHLETA      |
| 2018 | TKC KEEP MOVING FORWARD                                          | TOYOTA WOODYOU HOME | TOYOTA WOODYOU HOME | カワチ薬品   | 足利銀行               | ALSOK 北綜警                     | - / monmiya    | 解禁前           | ATHLETA      |
| 2019 | TKC KEEP MOVING FORWARD! （通常） TKC Keep Moving Forward （夏） | 足利銀行            | TOYOTA WOODYOU HOME | カワチ薬品   | - / monmiya            | ALSOK 北綜警                     | -              | 解禁前           | ATHLETA      |
| 2020 | TKC KEEP MOVING FORWARD!                                         | 足利銀行            | TOYOTA WOODYOU HOME | カワチ薬品   | monmiya                | ALSOK 北綜警                     | -              | -                | ATHLETA      |
| 2021 | TKC KEEP MOVING FORWARD!                                         | 足利銀行            | TOYOTA WOODYOU HOME | カワチ薬品   | 新朝プレス             | ALSOK 北綜警                     | kanseki        | -                | ATHLETA      |
| 2022 | TKC KEEP MOVING FORWARD!                                         | 足利銀行            | TOYOTA WOODYOU HOME | カワチ薬品   | 新朝プレス             | ALSOK 北綜警                     | kanseki        | - / 東京石灰工業 | ATHLETA      |
| 2023 | TKC KEEP MOVING FORWARD                                          | 足利銀行            | TOYOTA WOODYOU HOME | カワチ薬品   | 新朝プレス             | ALSOK 北綜警                     | カンセキ       | 東京石灰工業     | ATHLETA      |
| 2024 | TKC KEEP MOVING FORWARD                                          | 足利銀行            | INVERSENET          | カワチ薬品   | トヨタウッドユーホーム | ALSOK 北綜警                     | カンセキ       | 東京石灰工業     | ATHLETA      |

## 下部組織
2002年に小学生年代のジュニア（U-12、U-11）および中学生年代のジュニアユース（U-15、U-14、U-13）、2006年に高校生年代のユース（U-18、U-17、U-16）を、2007年2月には栃木県女子サッカーリーグ1部所属（当時）のブランカFC（U-15）を母体として、女子チームの栃木SCブランカ（→栃木SCレディース→栃木SCレディースU-15）を発足させた。また、栃木SCのOBによるアマチュアクラブがあり、栃木県社会人サッカーリーグに所属している。
栃木SCアカデミーセンター
- ユース
- ジュニアユース
- ジュニア
- レディースU-15

## 経営問題
- 2013年9月、ユニフォームスポンサーのコジマが2013年シーズンをもって栃木SCを含む県内の4つのプロスポーツクラブのスポンサーより撤退することが下野新聞により報じられた。なお、コジマによる4つのクラブへのスポンサー料は年間数千万円とされ、栃木SCの経営面にも影響を及ぼす恐れがあるとしている[50]。
- 2013年9月30日、2014年度Jリーグライセンスについて、J1ライセンスの交付が決定したものの、新たに債務超過となったことで、2013年度ライセンス交付時に出された「個別通知」より悪い「是正通達」が出され、債務超過の解消に向け、（1）今期損益見通し詳細を報告し、Jリーグの指導を受けること（2）2014年度予算編成に際し、Jリーグの事前指導を受けることの2点が挙げられた[51]。クラブライセンスマネジャーの大河正明Jリーグ理事は「栃木は昨季、J1に上がりたいが故に身の丈以上の投資をして戦力補強したが、昇格を逃して債務超過に陥った。Jリーグとしても良くないケースとしている。栃木が新しく債務超過に陥ったのは、すごく心配している」とコメント、債務面で「要注意」とされた[52]。
- 2013年11月5日、運営会社の株式会社栃木サッカークラブが記者会見を行い、2013年度決算で約9,000万円の赤字が見込まれ、同年度末に約1億5,000万円の債務超過に陥る見通しとなることを発表。2014年度に債務超過を解消できないとJリーグライセンスを剥奪される恐れがあるため、人件費削減などの経費圧縮および収入増に結びつく観客数の増加を図るとした[53]。
- 2014年9月12日、平成26年度中間決算報告の記者会見を行い、経費圧縮や広告収入増などにより営業利益が黒字に転じたことから、債務超過が解消されJリーグライセンス剥奪は無いとの見通しを報告[54][55]。9月29日、2015年シーズンのJ1ライセンスが交付された[56]。
- 2015年4月2日に行われた記者会見によると、2014年度決算は売上高約9億4100万円、経常損益は約1億5000万円の黒字となり、債務超過も解消された。主な改善要素は募金（約4300万円）及び外国人選手放出による人件費の削減（前年度比-1億2000万円）と移籍金収入（約3800万円）[57]。

## 応援スタイル

### 県民の歌
試合開始前にはチームの応援歌ではなく「県民の歌」を歌い、本拠地の栃木グの映像装置には、県民の歌の歌詞が表示される。2011年からは勝利試合の後にも歌われるようになった。

### 公式応援ソング
- 2009年 - 2012年：LITTLE WIDE ORCHESTRA『Fly to the sky player』
- 2013年 - 現在：MAGIC OF LiFE『呼吸』
- 2022年 - 現在:川音希『キセキのヒカリ』

## メディア

### テレビ
- とちぎテレビ
  - スカパー!Jリーグ中継（Jリーグから製作を委託され、ホームゲーム全試合をスカチャンで生中継、不定期で県内向けに地上波生中継、J SPORTSで録画中継。実況は主に篠田和之、ピッチレポーターは2011年まで萬代裕子、2012年から針谷衣織里が担当。2011年から佐藤悠介がプレイヤー解説）
  - T.S.☆LAB!! 栃木サッカー研究所 毎週月曜22:00～22:30 (再放送 毎週金曜日17:00～17:30)
  - TOCHIGI FIGHTING!!SC一枚岩 (2009年3月～2013年12月)
  - Go to J!!～SC一枚岩～ (2007年は独立した番組として放送、2008年はイブニング6月曜日のコーナーとして放送)
  - 「栃木SC祭～年末年始もKeep on Fighting!!興奮をもう一度～」
    - 栃木SCホームゲームプレイバック
      - 2008年12月29日 前期第1節 FC琉球戦
      - 2008年12月31日 前期第5節 TDK戦 ・ 前期第14節 SAGAWA SHIGA FC戦 ・ 後期第15節 アルテ高崎戦
      - 2009年1月2日 前期第16節 ファジアーノ岡山FC戦

    - JAグループ栃木presents Go to J!! 栃木SC J2への軌跡 (2008年12月30日放送)

### ラジオ
- エフエム栃木（RADIO BERRY）
  - 栃木SC ROCK THE GOAL (B-BOX18時台Sports Topics木曜日のコーナー)
  - SC_FM『ヨネラジ』（米山篤志がパーソナリティー。2010年8月3日～2011年1月25日終了、火曜日20：55～21：00）
  - SC_FM『マサラジ』（大和田真史がパーソナリティー。2011年3月1日～2013年12月31日終了、火曜日20：55～21：00、2013年2月5日から火曜日20：00～20：30）
  - SC_FM『ラジカン』（菅和範がパーソナリティー。2014年1月7日～2020年12月29日、火曜日20：00～20：30）
- 栃木放送（CRT）
  - 栃木SC実況生中継（栃木SC主催試合の一部）
  - バモス！栃木SC！（金曜日 18:15～18:30）
  - トヨタウッドユーホームpresentsヒロセさんち （水曜日 18:30～）
  - 栃木SCホットウェイブ （木曜日 21:45-22:00：終了）
  - 栃木SCホットウェイブ （終了）

## 地域貢献活動
- ゆめプロジェクト

日本サッカー協会の「DREAM～夢があるから強くなる」というスローガンの下に、栃木SCのスタッフ及び選手が県内の小中学校を訪問し、講話や実技を行って子供の心身の健全な発達に対し積極的に関与・貢献していくプロジェクト。2008年4月1日に概要が発表され、2008年5月12日に第1回が開催された。
- キッズスマイルキャラバン

栃木SCアカデミーセンターのスタッフが幼稚園や保育園を訪問し、「サッカーを通して子供たちに身体を動かすこと（スポーツ）の楽しさを伝えること」を目的としたサッカー教室を開催している。2009年6月8日に第一回が開催された。
- いきいき健康サッカー教室

宇都宮市からの受託事業として、高齢者を対象に栃木SCの監督や選手、スタッフと共に簡単な運動を行い、健康の維持増進や介護予防を目的するイベントを開催している。2011年6月24日に第一回が開催された。
- 栃木県農産物リポート

2011年3月の福島第一原子力発電所事故による栃木県産農産物への風評被害を払拭するため、栃木県農政部農政課と共同で農産物のPRや生産者を励ます活動を行っており、その模様を栃木SCオフィシャルサイトにて発表している。2011年8月5日に第一回目のリポートが掲載された。
そのほか県サッカー協会主催のサッカークリニックへの参加、高齢者を対象とした「栃木SC健康教室」や「栃木SC介護予防教室」の開催、中学校での「総合的な学習の時間」講演、栃木県中学校体育連盟と協力してのサッカー部の指導、栃木県サッカー協会と協力しての小学校訪問事業、企業経営者を対象とした監督による講演会、清掃活動や緑化活動への参加などを行っている。